# Green Porno

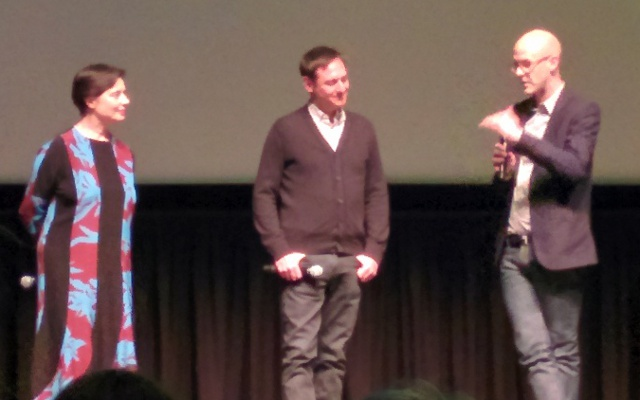
Isabella Rossellini (gauche), Jody Shapiro (centre) et Andy Byers (droite) lors du Green Porno Live d'Isabella Rossellini au Sundance Kabuki à San Francisco, Californie.

Green Porno est une série de courts-métrages sur le comportement sexuel animal. La série conçue, écrite et réalisée par sa vedette, Isabella Rossellini, a débuté en 2008 ; elle est diffusée sur The Sundance Channel.

## Description
Dans les huit films qui composent la première saison, Isabelle Rossellini fait connaître les rituels d'accouplement de divers insectes et animaux (anisoptères, araignées, abeilles, mantes religieuses, lombrics, escargots, mouches) à partir de découpes en carton et des sculptures en mousse. La saison 2 est consacrée à la vie marine, la saison 3 traite de la vie océanique, menacée par la pêche commerciale.

## Origine
Selon Isabelle Rossellini, l'idée de Green Porno découle de ses relations avec Robert Redford et  Sundance Channel. Rossellini avait déjà travaillé avec Sundance sur un court-métrage précédent, Mon père est âgé de 100 ans. Redford croit que l'internet et l'internet mobile en plein essor sont une chance pour la « relance du format court-métrage ».

## Concept
Isabella Rossellini dit qu'elle fait beaucoup de recherches avant chaque épisode, puis qu'elle passe un certain temps à déterminer la façon de traduire sa recherche en « quelque chose de visuel et de rendre la scène comique », l'objectif devant d’être à la fois divertissant et éducatif.
Jody Shapiro et Rick Gilbert sont responsables de la coordination des concepts préconisés par Isabella Rossellini qui écrit le scénario et réalise les costumes qui contribuent directement au style visuel original de la série. Après que les costumes sont conçus, le rythme de tournage est d'environ un animal par jour, la période de production totale étant d'environ dix mois par saison.
Au cours des trois saisons de Green Porno, la mise au point des épisodes s'est affinée. La première saison traite exclusivement des invertébrés que les humains peuvent rencontrer quotidiennement. La deuxième saison est axée sur les créatures de la mer, et un épisode est dédié aux organes sexuels. Pour la troisième saison, la plus courte, assistée par le biologiste Claudio Campagna, Isabella Rosellini aborde le thème environnemental, mettant l'accent sur le problème de la surpêche qui bouleverse les habitudes de reproduction des animaux couramment consommés.

## Extension multimedia
Avec la troisième saison, Sundance Channel a lancé Green Porno en multimedia. Tous les quatre épisodes de la saison a été présentés au Festival de Toronto, le vendredi 11 septembre 2009. Le 14 septembre 2009 la série a été incluse sur le site Web de la chaîne Sundance et le 21 septembre 2009 a fait l'objet de sa première émission de télévision. Ensuite, un livre suit puis des courts métrages (HarperStudio – 2009) en septembre 2009, huit jours après la première diffusion internet de la troisième saison de la série web. 
Le livre a été un complément à la série et des photos polychrome sont incluses. Le backstage est filmé par son neveu Tommaso Rossellini et un DVD est réalisé avec les trois saisons de courts-métrages Green Porno,